# Llista de rellotges de sol del Priorat
Llista de rellotges de sol instal·lats de forma permanent en espais públics de la comarca del Priorat.

## Cabassers
| Nom       | Descripció | Localització                 | Coordenades                                      | Fitxa | Imatge                  |
| --------- | --- | ---------------------------- | ------------------------------------------------ | ----- | ----------------------- |
| Mas Roger | Tres rellotges en un monòlit. Inscripcions: Jo sense sol i tu sense fe cap dels dos no valem rè / Sol solet vina'm a veure que tinc fred | Cabassers Ctra. T-702 km. 22 | 41° 14′ 31″ N, 0° 45′ 06″ E / 41.2419°N,0.7518°E | fitxa | Carregueu una nova foto |

## Cornudella de Montsant
| Nom                             | Descripció                                                                           | Localització                                | Coordenades                                          | Fitxa | Imatge                                                                                  |
| ------------------------------- | ------------------------------------------------------------------------------------ | ------------------------------------------- | ---------------------------------------------------- | ----- | --------------------------------------------------------------------------------------- |
| Mas de les Moreres              | Tres rellotges. Inscripcions: Año 1864 / Si quieres saber l. q. decl. toma la medida | Cornudella de Montsant Ctra. C-242, km 49   | 41° 13′ 54″ N, 0° 54′ 06″ E / 41.231545°N,0.901796°E | fitxa | Mas de les Moreres (Cornudella de Montsant) · Vegeu més fotos · Carregueu una nova foto |
| Carrer Comte de Rius            | Inscripció: Tempus fugit                                                             | Cornudella de Montsant C. Comte de Rius     | 41° 15′ 54″ N, 0° 54′ 21″ E / 41.265080°N,0.905969°E | fitxa | Carrer Comte de Rius (Cornudella de Montsant) · Carregueu una nova foto                 |
| Ermita de Sant Joan del Codolar |                                                                                      | Cornudella de Montsant Camí del Cementiri   | 41° 16′ 52″ N, 0° 53′ 18″ E / 41.281117°N,0.888200°E | fitxa | Ermita de Sant Joan del Codolar (Cornudella de Montsant) · Carregueu una nova foto      |
| Plaça de l'Església, 7          |                                                                                      | Cornudella de Montsant Pl. de l'Església, 7 | 41° 15′ 55″ N, 0° 54′ 20″ E / 41.265140°N,0.905572°E | fitxa | Plaça de l'Església, 7 (Cornudella de Montsant) · Carregueu una nova foto               |

## Falset
| Nom                     | Descripció | Localització                | Coordenades                                          | Fitxa | Imatge                                                                       |
| ----------------------- | ---------- | --------------------------- | ---------------------------------------------------- | ----- | ---------------------------------------------------------------------------- |
| Església de Santa Maria |            | Falset Pl. de Sant Jordi, 3 | 41° 08′ 47″ N, 0° 49′ 09″ E / 41.146369°N,0.819212°E | fitxa | Església de Santa Maria (Falset) · Vegeu més fotos · Carregueu una nova foto |

## La Morera de Montsant
| Nom                     | Descripció            | Localització                                                    | Coordenades                                          | Fitxa | Imatge                  |
| ----------------------- | --------------------- | --------------------------------------------------------------- | ---------------------------------------------------- | ----- | ----------------------- |
| Cartoixa d'Escaladei    | Inscripció: Scala Dei | La Morera de Montsant                                           |                                                      | fitxa | Carregueu una nova foto |
| Carrer del Bonrepòs, 18 |                       | La Morera de Montsant C. del Bonrepòs, 18, El Balcó del Priorat | 41° 15′ 55″ N, 0° 50′ 34″ E / 41.265397°N,0.842797°E | fitxa | Carregueu una nova foto |

## Porrera
| Nom                                     | Descripció                                                     | Localització                                                | Coordenades                                          | Fitxa | Imatge                                                              |
| --------------------------------------- | -------------------------------------------------------------- | ----------------------------------------------------------- | ---------------------------------------------------- | ----- | ------------------------------------------------------------------- |
| Cal Pubill, Cooperativa Agrícola        |                                                                | Porrera C. la Unió, 7                                       | 41° 11′ 19″ N, 0° 51′ 26″ E / 41.188588°N,0.857125°E | fitxa | Cal Pubill (Porrera) · Vegeu més fotos · Carregueu una nova foto    |
| Carrer del Castell                      | Inscripció: Que mires mussol si aquí no hi toca mai el sol     | Porrera C. del Castell                                      |                                                      | fitxa | Carrer del Castell (Porrera) · Carregueu una nova foto              |
| Carrer Peixateria                       |                                                                | Porrera C. Peixateria, balcó                                | 41° 11′ 20″ N, 0° 51′ 20″ E / 41.188890°N,0.855556°E | fitxa | Carrer Peixateria (Porrera) · Carregueu una nova foto               |
| Carrer Prat de la Riba, 16              | Inscripció: Sols compto les hores serenes                      | Porrera C. Prat de la Riba, 16                              | 41° 11′ 17″ N, 0° 51′ 18″ E / 41.188152°N,0.855013°E | fitxa | Carrer Prat de la Riba, 16 (Porrera) · Carregueu una nova foto      |
| Ca les Viudes                           |                                                                | Porrera C. Carrerada                                        |                                                      | fitxa | Carregueu una nova foto                                             |
| Cal Peirí                               | Inscripció: MCMIX                                              | Porrera Pl. dels Olivers, 10                                |                                                      | fitxa | Carregueu una nova foto                                             |
| Cal Pla                                 |                                                                | Porrera C. Peixateria                                       |                                                      | fitxa | Carregueu una nova foto                                             |
| Cal Rabascall                           |                                                                | Porrera C. Prat de la Riba, 18                              | 41° 11′ 18″ N, 0° 51′ 17″ E / 41.188332°N,0.85472°E  | fitxa | Cal Rabascall (Porrera) · Vegeu més fotos · Carregueu una nova foto |
| Cal Ros                                 | Inscripció: MDCCCLXXXVII                                       | Porrera C. Onze de Setembre, visible des del riu            | 41° 11′ 17″ N, 0° 51′ 23″ E / 41.188145°N,0.856284°E | fitxa | Cal Ros (Porrera) · Carregueu una nova foto                         |
| Cal Vallvé                              | Inscripció: 1851                                               | Porrera C. Font de Dalt, 18                                 | 41° 11′ 18″ N, 0° 51′ 17″ E / 41.188335°N,0.854729°E | fitxa | Cal Vallvé (Porrera) · Vegeu més fotos · Carregueu una nova foto    |
| Carrer de la Palla                      |                                                                | Porrera C. de la Palla                                      |                                                      | fitxa | Carregueu una nova foto                                             |
| Casa abandonada en la carretera de Reus |                                                                | Porrera Ctra. TP-7401 de Reus, passat el coll de la Teixeta | 41° 11′ 05″ N, 0° 51′ 47″ E / 41.184720°N,0.863056°E | fitxa | Carregueu una nova foto                                             |
| El Serrallo                             |                                                                | Porrera C. Prat de la Riba                                  | 41° 11′ 16″ N, 0° 51′ 15″ E / 41.187896°N,0.854105°E | fitxa | El Serrallo (Porrera) · Carregueu una nova foto                     |
| Carrer Peixateria, 8                    | Inscripció: 1857                                               | Porrera C. Peixateria, 8 - c. Miquel Martí i Pol            | 41° 11′ 19″ N, 0° 51′ 21″ E / 41.188645°N,0.855726°E | fitxa | Carrer Peixateria, 8 (Porrera) · Carregueu una nova foto            |
| Plaça de la Guineu                      |                                                                | Porrera Pl. de la Guineu - c. Barceloneta, 2                | 41° 11′ 18″ N, 0° 51′ 26″ E / 41.188332°N,0.857309°E | fitxa | Carregueu una nova foto                                             |
| Ca l'Olesti                             | Inscripció: Ramon i Núria                                      | Porrera C. Barceloneta, 1, visible de la plaça de la Guineu | 41° 11′ 18″ N, 0° 51′ 25″ E / 41.188329°N,0.857082°E | fitxa | Ca l'Olesti (Porrera) · Carregueu una nova foto                     |
| Carrer Sant Josep                       |                                                                | Porrera C. Sant Josep                                       | 41° 11′ 21″ N, 0° 51′ 27″ E / 41.189170°N,0.857500°E | fitxa | Carregueu una nova foto                                             |
| Ca l'Amorós                             |                                                                | Porrera C. Mestre Llurba, 11                                | 41° 11′ 20″ N, 0° 51′ 24″ E / 41.188772°N,0.856557°E | fitxa | Ca l'Amorós (Porrera) · Vegeu més fotos · Carregueu una nova foto   |
| El Portal                               | Inscripció: Tu qué mirándome estás atiende bien lo qué digo... | Porrera C. Pau Casals, 5, façana lateral                    | 41° 11′ 19″ N, 0° 51′ 21″ E / 41.188529°N,0.855928°E | fitxa | El Portal (Porrera) · Vegeu més fotos · Carregueu una nova foto     |

## Pradell de la Teixeta
| Nom                                               | Descripció | Localització                                | Coordenades                                         | Fitxa | Imatge                  |
| ------------------------------------------------- | ---------- | ------------------------------------------- | --------------------------------------------------- | ----- | ----------------------- |
| Carreró entre el carrer de Dalt i el carrer Major |            | Pradell de la Teixeta C. de Dalt - c. Major | 41° 09′ 23″ N, 0° 52′ 31″ E / 41.156341°N,.875387°E | fitxa | Carregueu una nova foto |

## Torroja del Priorat
| Nom          | Descripció                                                         | Localització                 | Coordenades | Fitxa | Imatge                  |
| ------------ | ------------------------------------------------------------------ | ---------------------------- | ----------- | ----- | ----------------------- |
| Carrer Major |                                                                    | Torroja del Priorat C. Major |             | fitxa | Carregueu una nova foto |
| Mas Adsera   | Inscripció: Señor de esta acienda / que me has puesto tan feliz... | Torroja del Priorat          |             | fitxa | Carregueu una nova foto |

## Ulldemolins
| Nom                            | Descripció                            | Localització                     | Coordenades                                          | Fitxa | Imatge                                                                                   |
| ------------------------------ | ------------------------------------- | -------------------------------- | ---------------------------------------------------- | ----- | ---------------------------------------------------------------------------------------- |
| Església de Sant Jaume Apòstol | Inscripció: Hora est de somno surgere | Ulldemolins Pl. de l'Església, 8 | 41° 19′ 20″ N, 0° 52′ 34″ E / 41.322288°N,0.876239°E | fitxa | Església de Sant Jaume Apòstol (Ulldemolins) · Vegeu més fotos · Carregueu una nova foto |